# Golden Trail World Series 2025
Navigation
2024 2026
La Golden Trail World Series 2025 est la huitième édition des Golden Trail World Series, compétition internationale de trail et skyrunning organisée par Salomon.

## Règlement
La finale comprend un prologue et une course principale, avec des courses séparées pour les hommes et les femmes. Les athlètes terminant dans le top 30 du classement général après les huit courses régulières peuvent participer à la finale dans la catégorie « Élite ». Le classement final prend en compte les trois meilleurs résultats des courses régulières plus les points du prologue et de la course finale.
| Classement                           | 1er | 2e  | 3e  | 4e  | 5e  | 6e  | 7e  | 8e  | 9e  | 10e | 11e | 12e | 13e | 14e | 15e | 16e | 17e | 18e | 19e | 20e | 21e | 22e | 23e | 24e | 25e | 26e | 27e | 28e | 29e | 30e |
| ------------------------------------ | --- | --- | --- | --- | --- | --- | --- | --- | --- | --- | --- | --- | --- | --- | --- | --- | --- | --- | --- | --- | --- | --- | --- | --- | --- | --- | --- | --- | --- | --- |
| Points pour les courses régulières   | 200 | 188 | 176 | 166 | 156 | 150 | 144 | 140 | 136 | 133 | 130 | 127 | 124 | 121 | 118 | 115 | 112 | 109 | 106 | 103 | 100 | 97  | 94  | 91  | 88  | 85  | 82  | 79  | 76  | 73  |
| Points pour le prologue de la finale | 100 | 94  | 88  | 83  | 78  | 75  | 72  | 70  | 68  | 67  | 65  | 64  | 62  | 61  | 59  | 58  | 56  | 55  | 53  | 52  | 50  | 49  | 47  | 46  | 44  | 43  | 41  | 40  | 38  | 37  |
| Points pour la finale                | 300 | 282 | 264 | 249 | 234 | 225 | 216 | 210 | 204 | 199 | 195 | 190 | 186 | 181 | 177 | 172 | 168 | 163 | 159 | 154 | 150 | 145 | 141 | 136 | 132 | 127 | 123 | 118 | 114 | 109 |

## Programme
Huit courses régulières sont présentes au calendrier dont deux épreuves en Asie et deux autres en Amérique du Nord. Le marathon du Mont-Blanc disparaît au profit de nouvelles courses dont le Il Golfo dell'Isola Trail, épreuve qui avait accueilli la finale en 2023, ainsi que la Broken Arrow Skyrace et le Pitz Alpine Glacier Trail qui figuraient au calendrier des Golden Trail National Series. La finale a lieu à Ledro en Italie dans une épreuve qui reprend une grande partie du parcours de la course Ledro Sky, coorganisatrice de la finale. Elle comprend un prologue ainsi qu'une course principale de 24 kilomètres. Les courses hommes et femmes y sont séparées.
| Nom de la course                  | Distance    | Dénivelé            | Pays       | Date              |
| --------------------------------- | ----------- | ------------------- | ---------- | ----------------- |
| Kobe Trail                        | 21,3 km     | +/-2 062 m          | Japon      | 19 avril 2025     |
| Jinshanling Great Wall Trail Race | 24,2 km     | +/-1 489 m          | Chine      | 26 avril 2025     |
| Il Golfo dell'Isola Trail         | 26 km       | +/-1 400 m          | Italie     | 17 mai 2025       |
| Zegama-Aizkorri                   | 42,2 km     | +/-2 736 m          | Espagne    | 25 mai 2025       |
| Broken Arrow Skyrace              | 21,7 km     | +/-1 433 m          | États-Unis | 23 juin 2025      |
| Tepec Trail                       | 32 km       | +/-1 800 m          | Mexique    | 29 juin 2025      |
| Pitz Alpine Glacier Trail         | 23,5 km     | +/-1 700 m          | Autriche   | 2 août 2025       |
| Sierre-Zinal                      | 31 km       | +2 200 m / -1 100 m | Suisse     | 9 août 2025       |
| Ledro Sky Trentino Grand Finale   | ?km + 24 km | +/-?m + +/-1 800 m  | Italie     | 9-12 octobre 2025 |

## Résultats

### Hommes
La course masculine du Kobe Trail est menée dans un premier temps par le Suisse Joey Hadorn. Le favori Patrick Kipngeno s'empare de la tête de course après la deuxième boucle, suivi de près par son coéquipier Philemon Kiriago et Joey Hadorn. Le Roumain Bogdan Damian effectue une solide remontée en fin de course et parvient à doubler Joey Hadorn pour s'emparer de la troisième marche du podium. Vainqueur l'année précédente, Patrick Kipngeno défend avec succès son titre devant Philemon Kiriago.
Les coureurs kényans prennent les devants sur la Jinshanling Great Wall Trail Race. Ezekiel Rutto impose son rythme soutenu, devant Philemon Kiriago. Patrick Kipngeno effectue une course plus tactique et parvient à remonter ses adversaires pour s'emparer de la tête de course à mi-parcours. Il emmène dans son sillage son compatriote Timothy Kibet et le Suisse Joey Hadorn. Patrick Kipngeno file vers la victoire devant son coéquipier Philemon Kiriago. Joey Hadorn effectue une solide fin de course pour terminer sur la troisième marche du podium.
Un trio kényan composé de Philemon Kiriago, Paul Machoka et Michael Selelo Saoli mène la première partie de course du Golfo dell'Isola Trail. Ils sont suivis par Elhousine Elazzaoui et Rémi Bonnet. Ce dernier finit par lever le pied et termine loin dans le classement. Elhousine Elazzaoui lance son attaque à mi-parcours pour s'emparer de la tête. Un petit soucis dans la dernière descente le force à s'arrêter brièvement. Philemon Kiriago en profite pour reprendre la tête et s'offrir la victoire. Elhousine Elazzaoui assure la deuxième place devant Paul Machoka.
L'Espagnol Andreu Blanes prend rapidement les commandes de la course Zegama-Aizkorri et se détache seul en tête en première partie de course. Parti prudemment, Elhousine Elazzaoui parvient à rattraper le groupe de poursuivants composé des Italiens Luca Del Pero, Nadir Maguet et Daniel Pattis. Ce dernier accélère pour tenter de rattraper Andreu Blanes, emmenant le Marocain dans son sillage. Ils parviennent à doubler l'Espagnol au sommet de l'Andraitz mais ce dernier ne se laisse pas impressionner et accélère pour repasser en tête. Elhousine Elazzaoui lance son attaque dans la dernière montée pour devancer ses adversaires et filer vers la victoire. Andreu Blanes parvient à s'accrocher pour s'offrir la deuxième place devant Daniel Pattis.
Les Kényans Patrick Kipngeno et Philemon Kiriago mènent la Broken Arrow Skyrace. Ils sont talonnés par Elhousine Elazzaoui. Peu inquiété par le reste du peloton, le trio mène sur un rythme soutenu. Elhousine Elazzaoui lance son attaque en fin de course pour passer en tête. Il remporte la victoire en 1 h 43 min 53 s et signe un nouveau record du parcours. Philemon Kiriago termine deuxième juste devant Patrick Kipngeno.
Philemon Kiriago prend le premier les commandes du Tepec Trail. Il est suivi de près par un petit groupe de poursuivants composé de son compatriote Patrick Kipngeno, du Marocain Elhousine Elazzaoui, du Suisse Roberto Delorenzi et du Mexicain Miguel Ángel Pérez. Très vite, les deux Kényans et le Marocain se détachent du reste des concurrents pour se battre en tête de course. La victoire se joue au sprint entre Elhousine Elazzaoui et Patrick Kipngeno, à l'avantage du premier pour onze secondes. Philemon Kiriago complète le podium.
En raison des conditions météorologiques pluvieuses et froides, le parcours du Pitz Alpine Glacier Trail est raccourci à 20 km et 1 000 m de dénivelé positif. Un groupe se détache en tête, composé de coureurs kényans et américains. Timothy Kibett mène la course suivi de près par Taylor Stack et Samwel Kiprotich. Ce dernier parvient à doubler l'Américain en deuxième partie de course pour s'offrir la deuxième place derrière son compatriote Timothy Kibett. Taylor Stack complète le podium.
Le triathlète suisse Adrien Briffod (en) crée la surprise en prenant le premier les commandes de Sierre-Zinal. Parti sur un rythme soutenu, il mène seul la première partie de course. Les coureurs kényans de l'équipe run2gether ne se laissent pas impressionner et lancent leur attaque en deuxième partie de course. Ils parviennent à rattraper puis à doubler le Suisse. Philemon Kiriago s'empare de la tête de course et file s'offrir sa deuxième victoire de la classique suisse. Ses compatriotes Patrick Kipngeno et Michael Selelo Saoli complètent le podium. Adrien Briffod échoue finalement au pied du podium,.
- Prologue finale (100 points au vainqueur)
- Course régulière (200 points au vainqueur)
- Finale (300 points au vainqueur)

| Course                            | Vainqueur               | Deuxième                | Troisième               |
| --------------------------------- | ----------------------- | ----------------------- | ----------------------- |
| Kobe Trail                        | Patrick Kipngeno        | Philemon Ombogo Kiriago | Bogdan Damian           |
| Jinshanling Great Wall Trail Race | Patrick Kipngeno        | Philemon Ombogo Kiriago | Joey Hadorn             |
| Il Golfo dell'Isola Trail         | Philemon Ombogo Kiriago | Elhousine Elazzaoui     | Paul Machoka            |
| Zegama-Aizkorri                   | Elhousine Elazzaoui     | Andreu Blanes Reig      | Daniel Pattis           |
| Broken Arrow Skyrace              | Elhousine Elazzaoui     | Philemon Ombogo Kiriago | Patrick Kipngeno        |
| Tepec Trail                       | Elhousine Elazzaoui     | Patrick Kipngeno        | Philemon Ombogo Kiriago |
| Pitz Alpine Glacier Trail         | Thimoty Kibett          | Samwel Kiprotich        | Taylor Stack            |
| Sierre-Zinal                      | Philemon Ombogo Kiriago | Patrick Kipngeno        | Michael Selelo Saoli    |
| Grand Final - Prologue            |                         |                         |                         |
| Grand Final - Finale              |                         |                         |                         |

### Femmes
La Kényane Joyce Muthoni Njeru prend les commandes du Kobe Trail en imposant son rythme soutenu. Victime d'une erreur de parcours, elle cède sa place à l'Espagnole Sara Alonso qui file en tête vers la victoire. Accrochée solidement en deuxième place, la Roumaine Mădălina Florea défend avec succès sa place devant l'Espagnole Malen Osa.
La favorite locale Miao Yao prend la première les commandes de la Jinshanling Great Wall Trail Race, suivie de près par un petit groupe de poursuivantes. Sur l'entrée de la Grande Muraille, la Kényane Caroline Chemutai s'empare de la tête de course et file vers la victoire. Alors que Joyce Muthoni Njeru et Malen Osa jettent l'éponge, Mădălina Florea et Joyline Chepngeno se livrent un duel serré pour la deuxième place, finalement à l'avantage de la Kényane.
Les Kényanes Philaries Jeruto Kisang et Valentine Jepkoech Rutto prennent les premières les commandes du Golfo dell'Isola Trail. Elles sont rejointes par la Roumaine Mădălina Florea. Cette dernière lance son attaque à mi-parcours et se détache seule en tête. Philaries Kisang tente de la rattraper mais échoue pour moins de trente secondes. La Roumaine s'offre sa première victoire de la saison là où elle s'était imposée lors de la finale en 2023. Valentine Jepkoech Rutto complète le podium.
Désireuse de briller à domicile, l'Espagnole Sara Alonso prend la première les commandes de la course Zegama-Aizkorri. Ne relâchant pas ses efforts, elle creuse l'écart en tête et domine la course de bout en bout pour s'offrir la victoire. Derrière elle, la Suissesse Judith Wyder réalise une solide course et se retrouve à la lutte pour la deuxième place avec les Espagnoles Patricia Pineda et Oihana Kortazar. La Suissesse parvient à se défaire de ses adversaires pour s'offrir la deuxième place. Malen Osa effectue une solide remontée en deuxième partie de course pour terminer sur la troisième marche du podium.
Tenante du titre, Joyce Muthoni Njeru prend les commandes de la Broken Arrow Skyrace. Elle livre un duel en tête avec Mădălina Florea, les deux femmes s'échangeant la tête de course à plusieurs reprises. La Kényane parvient à faire la différence en fin de course pour aller chercher la victoire en 2 h 1 min 6 s et bat son propre record féminin du parcours. L'Américaine Anna Gibson complète le podium.
Mădălina Florea et Joyce Muthoni Njeru se livrent un duel en première partie de course du Tepec Trail. La Roumaine parvient à prendre l'avantage et distancie sa rivale. Elle chute cependant à deux reprises et se fait doubler par la Kényane ainsi que par l'Américaine Lauren Gregory. Cette dernière tire avantage de la dernière montée pour s'emparer de la tête et filer vers la victoire. Elle s'impose avec une confortable avance de cinq minutes sur la Kényane. Mădălina Florea parvient à terminer sur la troisième marche du podium.
En raison des conditions météorologiques pluvieuses et froides, le parcours du Pitz Alpine Glacier Trail est raccourci à 20 km et 1 000 m de dénivelé positif. Les Kényanes Caroline Kimutai, Philaries Jeruto Kisang et Faith Kiplagat prennent les premières les commandes de la course. Elles se font surprendre par la Britannique Naomi Lang qui, accompagnée de Malen Osa, s'empare de la tête de course. Naomi Lang tire ensuite avantage de la descente pour se détacher de ses rivales et s'offre la victoire. Malen Osa assure la deuxième place. L'orieuteuse norvégienne Andrine Benjaminsen parvient à doubler Caroline Kimutai en fin de course pour s'offrir la troisième marche du podium.
Caroline Kimutai prend la première les commandes de Sierre-Zinal suivie de près par sa compatriote Joyline Chepngeno. Cette dernière tire avantage de la connaissance du terrain pour reprendre la tête et file s'offir sa deuxième victoire de la classique suisse, devant Caroline Kimutai. L'Allemande Laura Hottenrott se place en troisième position durant la première partie de course mais se fait ensuite doubler par la Suissesse Maude Mathys en seconde partie de course. L'ultra-traileuse américaine Katie Schide lance son attaque dans la descente finale et parvient à doubler l'Allemande puis la Suissesse pour s'offrir la troisième marche du podium,.
- Prologue finale (100 points au vainqueur)
- Course régulière (200 points au vainqueur)
- Finale (300 points au vainqueur)

| Course                            | Vainqueur           | Deuxième                | Troisième                |
| --------------------------------- | ------------------- | ----------------------- | ------------------------ |
| Kobe Trail                        | Sara Alonso         | Mădălina Florea         | Malen Osa Ansa           |
| Jinshanling Great Wall Trail Race | Caroline Kimutai    | Joyline Chepngeno       | Mădălina Florea          |
| Il Golfo dell'Isola Trail         | Mădălina Florea     | Philaries Jeruto Kisang | Valentine Jepkoech Rutto |
| Zegama-Aizkorri                   | Sara Alonso         | Judith Wyder            | Malen Osa Ansa           |
| Broken Arrow Skyrace              | Joyce Muthoni Njeru | Mădălina Florea         | Anna Gibson              |
| Tepec Trail                       | Lauren Gregory      | Joyce Muthoni Njeru     | Mădălina Florea          |
| Pitz Alpine Glacier Trail         | Naomi Lang          | Malen Osa Ansa          | Andrine Benjaminsen      |
| Sierre-Zinal                      | Joyline Chepngeno   | Caroline Kimutai        | Katie Schide             |
| Grand Final - Prologue            |                     |                         |                          |
| Grand Final - Finale              |                     |                         |                          |